# 安徽省社会科学院
安徽省社会科学院是中华人民共和国安徽省哲学社会科学研究机构及智库，是安徽省人民政府直属事业单位。

## 历史沿革
1956年7月成立安徽省科学研究所历史研究室。1958年8月，扩建为中国科学院安徽省分院所属哲学社会科学研究所。1960年成为独立机构。1978年更名为安徽省哲学社会科学研究所。1983年4月，成立安徽省社会科学院。

## 学术刊物
- 《江淮论坛》
- 《安徽史学》

## 历任领导
- 第一任：欧远方（1983年4月－1986年3月）
- 第二任：丁汀（1986年3月－1991年12月）
- 第三任：何永炎（1991年12月－1994年2月）
- 第四任：韩酉山（1994年2月－1997年1月）
- 第五任：汪石满（1997年1月－2002年7月）
- 第六任：韦 伟（2002年7月－2009年6月）
- 第七任：陆勤毅（2009年6月－2014年7月）
- 第八任：朱士群（2014年7月－2016年6月）
- 第九任：刘飞跃（2016年6月－2017年11月）
- 第十任：曾凡银（2017年11月－）[2]